# Salomon Köhlström
Salomon Simonsson Köhlström tidigare Köykkä, född 24 april 1746 i Jalasjärvi, död 4 mars 1827 i Ilmola, var en svensk kyrkobyggare verksam i östra rikshalvan.
Hans föräldrar var bonden Simo Köykkä och Anna Georgsdotter. Salomon flyttade från Jalasjärvi till Ilmola och Röyskölä by där han blev torpare år 1769. Han planerade och byggde flera kyrkor främst i Södra Österbotten  och i Satakunda.
- Vittisbofjärds kyrka 1796
- Jalasjärvi kyrka 1800
- Honkajoki kyrka 1804-1812[3]
- Bötoms kyrka 1808-1812
- Kauhajoki gamla kyrka 1820, förstörd i eldsvåda den 29 september 1956[4]
- Lavia kyrka 1823

Köhlström gjorde ritningar för Kauhajoki kyrka som inte godkändes av Intendentskontoret som ansåg att den var för invecklad. Vid Kurikka kyrka byggde Kohlström klockstapeln år 1794. Han var också skicklig snickare och gjorde predikstolar till flera kyrkor. Sonen Johan Salomonsson Köhlström var också kyrkobyggare. Han byggde åtminstone Karvia kyrka.

## Annat om ämnet
- Wikimedia Commons har media som rör Salomon Köhlström.
- Karijoen kirkko